# Kevin Joyce
Kevin Francis Joyce (Queens, 27 giugno 1951) è un ex cestista statunitense, professionista nella ABA.

## Carriera
Venne selezionato dai Golden State Warriors al primo giro del Draft NBA 1974 (11ª scelta assoluta).
Con gli Stati Uniti disputò i Giochi olimpici di Monaco 1972.

## Palmarès
- NCAA AP All-America Second Team (1973)